# 아키즈키 다네나가
아키즈키 다네나가(일본어: 秋月 種長, 에이로쿠 13년(1567년) ~ 게이초 19년(1614년))는 아즈치모모야마 시대 ~ 에도 시대 초기의 무장·다이묘이다. 휴가 다카나베번의 초대 번주.
| 전임 아키즈키 다네자네 | 제17대 아키즈키가 당주 1587년 ~ 1614년 | 후임 아키즈키 다네하루 |

|  | 제1대 다카나베번 번주 (아키즈키가) 1587년 ~ 1614년 | 후임 아키즈키 다네하루 |